# Huerfano
Huerfano (Navajo: Hanáádlį́) ist ein Dorf im Nordwesten des US-Bundesstaates New Mexico im San Juan County.